# Lê Xuân Minh (tướng lĩnh)
Lê Xuân Minh, sinh năm (1976), là một tướng lĩnh Công an nhân dân Việt Nam, hàm Thiếu tướng. Ông hiện giữ chức vụ Cục trưởng Cục An ninh mạng và phòng, chống tội phạm sử dụng công nghệ cao (A05), Bộ Công an.
Ông từng là Giám đốc Công an tỉnh Hòa Bình, nay là Cục trưởng Cục An ninh mạng và phòng, chống tội phạm sử dụng công nghệ cao (A05), Bộ Công an lần 1.

## Quá trình công tác

### Xuất thân, giáo dục
Thiếu tướng Lê Xuân Minh sinh năm 1976, quê huyện Thạch Thất, TP.Hà Nội. Ông tốt nghiệp Học viện An ninh, Đại học Khoa học xã hội và nhân văn (khoa Luật) và có nhiều năm công tác tại Cục An ninh mạng, Tiến sĩ Tội phạm học và phòng ngừa tội phạm.

### Chuyên án
Thiếu tướng Minh được nhắc đến như khắc tinh của tội phạm công nghệ cao và từng chỉ đạo phá án thành công các chuyên án phối hợp cùng Cục Điều tra liên bang Mỹ và Cơ quan phòng chống tội phạm nguy hiểm của Vương quốc Anh xử lý đường dây tội phạm xuyên quốc gia Mattefeuter trộm cắp thông tin thẻ tín dụng và mua hàng trái phép về Việt Nam; tham gia phá án, truy bắt các đối tượng làm thẻ tín dụng giả đầu tiên ở Việt Nam và hàng loạt vụ án lừa đảo đầu tư bán hàng đa cấp.
Đặc biệt, khi còn đang là Đại tá, Lê Xuân Minh cũng từng ghi dấu ấn trong chuyên án triệt phá đường dây đánh bạc qua internet do người Trung Quốc điều hành tại khu đô thị Our City Hải Phòng với số tiền giao dịch khoảng hơn 10 nghìn tỷ đồng vào năm 2019.

### Công an tỉnh Hòa Bình
Trong thời gian làm Giám đốc công an tỉnh Hoà Bình, Đại tá Lê Xuân Minh cũng chỉ đạo phá nhiều vụ án được dư luận chú ý như vụ bắt giữ đối tượng cướp Chi nhánh Ngân hàng Nông nghiệp và Phát triển nông thôn (Agribank) ở huyện Lạc Sơn năm 2020; tỷ lệ phá án thành công của Công an tỉnh Hoà Bình năm 2020 và 2021 cũng rất cao, giúp kéo giảm tình hình tội phạm, đảm bảo tốt an toàn trật tự, an ninh xã hội trên địa bàn tỉnh Hoà Bình.

## Lịch sử phong cấp bậc hàm
| Năm thụ phong | 2019   | 2022        |
| ------------- | ------ | ----------- |
| Cấp hàm       |        |             |
| Danh xưng     | Đại tá | Thiếu tướng |